# Joe Salisbury
Joe Salisbury (Londres, 20 d'abril de 1992) és un tennista anglès que fou número 1 del rànquing de dobles.
En el seu palmarès destaquen sis títols de Grand Slam, quatre en dobles masculins junt a Rajeev Ram i dos més en dobles mixts, ambdós al costat de Desirae Krawczyk. Ha guanyat un total de quinze títols en el circuit ATP. Va esdevenir el tercer tennista anglès en ser número 1 del rànquing després dels dos germans Murray, Jamie i Andy. Ha format part de l'equip britànic de Copa Davis en diverses ocasions.

## Torneigs de Grand Slam

### Dobles masculins: 6 (4−2)
| Resultat  | Núm. | Any  | Torneig          | Parella      | Oponents                           | Marcador         |
| --------- | ---- | ---- | ---------------- | ------------ | ---------------------------------- | ---------------- |
| Guanyador | 1.   | 2020 | Open d'Austràlia | Rajeev Ram   | Max Purcell Luke Saville           | 6−2, 6−1         |
| Finalista | 1.   | 2021 | Open d'Austràlia | Rajeev Ram   | Ivan Dodig Filip Polášek           | 3−6, 4−6         |
| Guanyador | 2.   | 2021 | US Open          | Rajeev Ram   | Jamie Murray Bruno Soares          | 3−6, 6−2, 6−2    |
| Guanyador | 3.   | 2022 | US Open (2)      | Rajeev Ram   | Wesley Koolhof Neal Skupski        | 7−6(4), 7−5      |
| Guanyador | 4.   | 2023 | US Open (3)      | Rajeev Ram   | Rohan Bopanna Matthew Ebden        | 2−6, 6−3, 6−4    |
| Finalista | 2.   | 2025 | Roland Garros    | Neal Skupski | Marcel Granollers Horacio Zeballos | 0−6, 7−6(5), 5−7 |

### Dobles mixts: 4 (2−2)
| Resultat  | Núm. | Any  | Torneig       | Parella          | Oponents                       | Marcador         |
| --------- | ---- | ---- | ------------- | ---------------- | ------------------------------ | ---------------- |
| Guanyador | 1.   | 2021 | Roland Garros | Desirae Krawczyk | Ielena Vesninà Aslan Karatsev  | 2−6, 6−4, [10−5] |
| Finalista | 1.   | 2021 | Wimbledon     | Harriet Dart     | Desirae Krawczyk Neal Skupski  | 2−6, 6−7(1)      |
| Guanyador | 2.   | 2021 | US Open       | Desirae Krawczyk | Giuliana Olmos Marcelo Arévalo | 7−5, 6−2         |
| Finalista | 2.   | 2025 | Wimbledon     | Luisa Stefani    | Kateřina Siniaková Sem Verbeek | 6−7(3), 6−7(3)   |

## Biografia
Natural de Putney, al sud-est de Londres, fill de Carolyn i Matthew, té dos germans anomenats Chris i Katie.
Va estudiar al King's College School de Londres i posteriorment es va traslladar als Estats Units per estudiar ciències econòmiques a la Universitat de Memphis. Paral·lelament va representar els Memphis Tigers al circuit de tennis universitari entre els anys 2010 i 2014, any en el qual es va graduar, i va establir les millors marques de la història de la universitat.

## Palmarès

### Dobles masculins: 31 (17−14)
| Llegenda                          |
| --------------------------------- |
| Grand Slams (4−2)                 |
| ATP Finals (2−1)                  |
| ATP World Tour Masters 1000 (3−4) |
| ATP World Tour 500 (4−4)          |
| ATP World Tour 250 (4−3)          |

| Títols per superfície |
| --------------------- |
| Dura (15−9)           |
| Gespa (0−2)           |
| Terra batuda (2−3)    |

| Resultat  | Núm. | Data                   | Torneig                         | Superfície   | Parella       | Oponents                           | Marcador             |
| --------- | ---- | ---------------------- | ------------------------------- | ------------ | ------------- | ---------------------------------- | -------------------- |
| Guanyador | 1.   | 30 de setembre de 2018 | Shenzhen, Xina                  | Dura         | Ben McLachlan | Robert Lindstedt Rajeev Ram        | 7−6(5), 7−6(4)       |
| Guanyador | 2.   | 28 d'octubre de 2018   | Viena, Àustria                  | Dura (i)     | Neal Skupski  | Mike Bryan É. Roger-Vasselin       | 7−6(5), 6−3          |
| Finalista | 1.   | 6 de gener de 2019     | Brisbane, Austràlia             | Dura         | Rajeev Ram    | Marcus Daniell Wesley Koolhof      | 4−6, 6−7(6)          |
| Guanyador | 3.   | 2 de març de 2019      | Dubai, Emirats Àrabs Units      | Dura         | Rajeev Ram    | Ben McLachlan Jan-Lennard Struff   | 7−6(4), 6−3          |
| Finalista | 2.   | 23 de juny de 2019     | Londres, Regne Unit             | Gespa        | Rajeev Ram    | Feliciano López Andy Murray        | 6−7(6), 7−5, [5−10]  |
| Finalista | 3.   | 20 d'octubre de 2019   | Anvers, Bèlgica                 | Dura         | Rajeev Ram    | Kevin Krawietz Andreas Mies        | 6−7(1), 3−6          |
| Guanyador | 4.   | 27 d'octubre de 2019   | Viena (2)                       | Dura (i)     | Rajeev Ram    | Łukasz Kubot Marcelo Melo          | 6−4, 6−7(5), [10−5]  |
| Guanyador | 5.   | 2 de febrer de 2020    | Open d'Austràlia, Austràlia     | Dura         | Rajeev Ram    | Max Purcell Luke Saville           | 6−4, 6−2             |
| Finalista | 4.   | 21 de febrer de 2021   | Open d'Austràlia                | Dura         | Rajeev Ram    | Ivan Dodig Filip Polášek           | 3−6, 4−6             |
| Finalista | 5.   | 16 de maig de 2021     | Roma, Itàlia                    | Terra batuda | Rajeev Ram    | Nikola Mektić Mate Pavić           | 4−6, 6−7(4)          |
| Finalista | 6.   | 26 de juny de 2021     | Eastbourne, Regne Unit          | Gespa        | Rajeev Ram    | Nikola Mektić Mate Pavić           | 4−6, 3−6             |
| Guanyador | 6.   | 15 d'agost de 2021     | Toronto, Canadà                 | Dura         | Rajeev Ram    | Nikola Mektić Mate Pavić           | 6−3, 4−6, [10−3]     |
| Guanyador | 7.   | 12 de setembre de 2021 | US Open, Estats Units           | Dura         | Rajeev Ram    | Jamie Murray Bruno Soares          | 3−6, 6−2, 6−2        |
| Guanyador | 8.   | 3 d'octubre de 2021    | San Diego, Estats Units         | Dura         | Neal Skupski  | John Peers Filip Polášek           | 7−6(2), 3−6, [10−5]  |
| Finalista | 7.   | 31 d'octubre de 2021   | Viena                           | Dura (i)     | Rajeev Ram    | J.S. Cabal Robert Farah            | 4−6, 2−6             |
| Finalista | 8.   | 21 de novembre de 2021 | ATP Finals, Londres, Regne Unit | Dura (i)     | Rajeev Ram    | P-H. Herbert Nicolas Mahut         | 4−6, 6−7(0)          |
| Guanyador | 9.   | 17 d'abril de 2022     | Montecarlo, Mònaco              | Terra batuda | Rajeev Ram    | J.S. Cabal Robert Farah            | 6−4, 3−6, [10−7]     |
| Guanyador | 10.  | 21 d'agost de 2022     | Cincinnati, Estats Units        | Dura         | Rajeev Ram    | Tim Pütz Michael Venus             | 7−6(4), 7−6(5)       |
| Guanyador | 11.  | 11 de setembre de 2022 | US Open (2)                     | Dura         | Rajeev Ram    | Wesley Koolhof Neal Skupski        | 7−6(4), 7−5          |
| Guanyador | 12.  | 20 de novembre de 2022 | ATP Finals, Torí, Itàlia        | Dura (i)     | Rajeev Ram    | Nikola Mektić Mate Pavić           | 7−6(4), 6−4          |
| Guanyador | 13.  | 27 de maig de 2023     | Lió, França                     | Terra batuda | Rajeev Ram    | Nicolas Mahut Matwé Middelkoop     | 6−0, 6−3             |
| Finalista | 9.   | 13 d'agost de 2023     | Toronto                         | Dura         | Rajeev Ram    | Marcelo Arévalo Jean-Julien Rojer  | 3−6, 1−6             |
| Guanyador | 14.  | 8 de setembre de 2023  | US Open (3)                     | Dura         | Rajeev Ram    | Rohan Bopanna Matthew Ebden        | 2−6, 6−3, 6−4        |
| Guanyador | 15.  | 29 d'octubre de 2023   | Viena (3)                       | Dura (i)     | Rajeev Ram    | Nathaniel Lammons Jackson Withrow  | 6−4, 5−7, [12−10]    |
| Guanyador | 16.  | 19 de novembre de 2023 | ATP Finals, Torí, Itàlia        | Dura (i)     | Rajeev Ram    | Marcel Granollers Horacio Zeballos | 6−3, 6−4             |
| Guanyador | 17.  | 13 de gener de 2024    | Adelaida, Austràlia             | Dura         | Rajeev Ram    | Rohan Bopanna Matthew Ebden        | 7−5, 5−7, [11−9]     |
| Finalista | 10.  | 12 d'agost de 2024     | Mont-real (2)                   | Dura         | Rajeev Ram    | Marcel Granollers Horacio Zeballos | 2−6, 6−7(4)          |
| Finalista | 11.  | 22 de febrer de 2025   | Doha, Qatar                     | Dura         | Neal Skupski  | Julian Cash Lloyd Glasspool        | 3−6, 2−6             |
| Finalista | 12.  | 20 d'abril de 2025     | Barcelona, Espanya              | Terra batuda | Neal Skupski  | Sander Arends Luke Johnson         | 3−6, 7−6(1), [6−10]  |
| Finalista | 13.  | 7 de juny de 2025      | Roland Garros, França           | Terra batuda | Neal Skupski  | Marcel Granollers Horacio Zeballos | 0−6, 7−6(5), 5−7     |
| Finalista | 14.  | 7 d'agost de 2025      | Toronto (3)                     | Dura         | Neal Skupski  | Julian Cash Lloyd Glasspool        | 3−6, 7−6(5), [11−13] |

### Dobles mixts: 4 (2−2)
| Resultat  | Núm. | Data                   | Torneig               | Superfície   | Parella          | Oponents                       | Marcador         |
| --------- | ---- | ---------------------- | --------------------- | ------------ | ---------------- | ------------------------------ | ---------------- |
| Guanyador | 1.   | 13 de juny de 2021     | Roland Garros, França | Terra batuda | Desirae Krawczyk | Ielena Vesninà Aslan Karatsev  | 2−6, 6−4, [10−5] |
| Finalista | 1.   | 11 de juliol de 2021   | Wimbledon, Regne Unit | Gespa        | Harriet Dart     | Desirae Krawczyk Neal Skupski  | 2−6, 6−7(1)      |
| Guanyador | 2.   | 12 de setembre de 2021 | US Open, Estats Units | Dura         | Desirae Krawczyk | Giuliana Olmos Marcelo Arévalo | 7−5, 6−2         |
| Finalista | 2.   | 10 de juliol de 2025   | Wimbledon (2)         | Gespa        | Luisa Stefani    | Kateřina Siniaková Sem Verbeek | 6−7(3), 6−7(3)   |

## Trajectòria

### Dobles masculins
| Open d'Austràlia | A   | A   | A   | A           | A           | 3R          | G           | F     | SF    | 3R | 3R | 1 / 6    | 21 – 5   |
| Roland Garros | A   | A   | A   | A           | A           | QF          | QF          | 2R    | QF    | 3R |    | 0 / 5    | 12 – 5   |
| Wimbledon | A   | A   | Q2  | 1R          | SF          | 1R          | NC          | SF    | SF    | 1R |    | 0 / 6    | 14 – 6   |
| US Open | A   | A   | A   | A           | 1R          | 3R          | SF          | G     | G     | G  |    | 3 / 6    | 23 – 3   |
| Jocs Olímpics | NC  | NC  | A   | No celebrat | No celebrat | No celebrat | No celebrat | QF    | NC    | NC |    | 0 / 1    | 2 − 1    |
| ATP Finals | A   | A   | A   | A           | A           | RR          | SF          | F     | G     |    |    | 1 / 4    | 12 – 5   |
| Total Victòries–Derrotes                                                                                                   | 0−1 | 0−0 | 0−1 | 0−3         | 19−10       | 41−26       | 22−11       | 51−20 | 38−17 |    |    | 171 – 89 | 171 – 89 |
| Rànquing a final d'any | 386 | 239 | 318 | 107         | 30          | 22          | 12          | 3     | 4     |    |    |          |          |
| Llegenda: G: Guanyador; F: Finalista; SF: Semifinalista; QF: Quarts de final; Q: Qualificació; A: Absent; RR: Round Robin; |     |     |     |             |             |             |             |       |       |    |    |          |          |

### Dobles mixts
| Open d'Austràlia | A   | A   | A   | 1R  | SF   | 1R  | A   | QF | 0 / 4   | 5 – 4   |
| Roland Garros | A   | A   | A   | NC  | G    | A   | 1R  |    | 1 / 2   | 5 – 1   |
| Wimbledon | 1R  | 1R  | 1R  | NC  | F    | A   | 2R  |    | 0 / 5   | 5 – 5   |
| US Open | A   | A   | 2R  | NC  | G    | A   | 1R  |    | 1 / 3   | 6 – 2   |
| Total Victòries–Derrotes                                                                                                   | 0−1 | 0−1 | 1−2 | 0−1 | 16−2 | 0−1 | 1−3 |    | 18 – 11 | 18 – 11 |
| Llegenda: G: Guanyador; F: Finalista; SF: Semifinalista; QF: Quarts de final; Q: Qualificació; A: Absent; RR: Round Robin; |     |     |     |     |      |     |     |    |         |         |